# Irská hudba

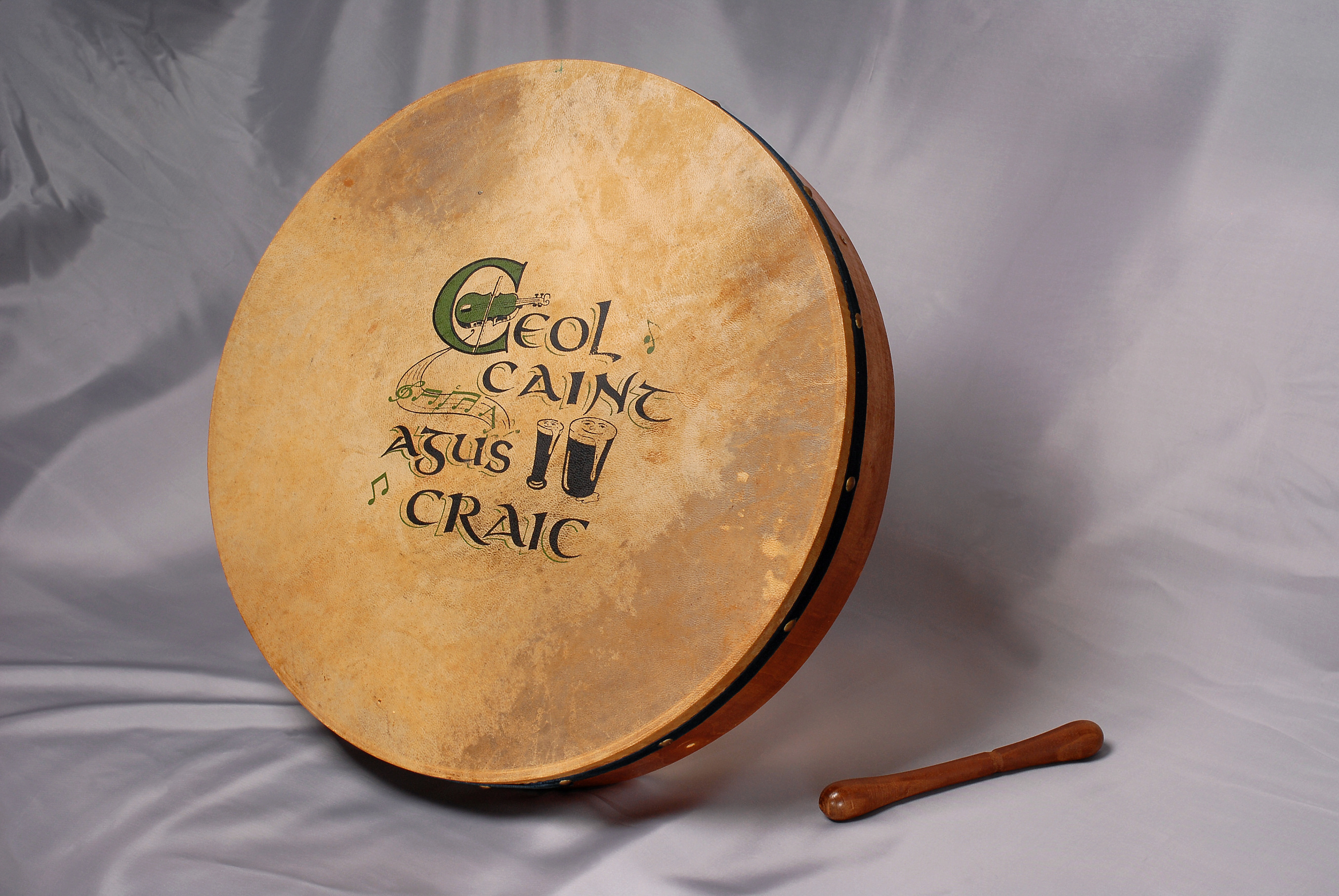
Bodhrán, tradiční irský buben

Irská hudba je hudba více žánrů vzniklá na irském ostrově, nebo mající irský (keltský) původ – jde o oblast Irska, Skotska, Walesu a Bretaně. Irskou hudbou se běžně označuje i hudba různých interpretů či skupin nejen z Irska, které hrají hudbu, nápadně připomínající tradiční irskou hudbu nebo písně.
Původní hudba ostrova se označuje jako „tradiční irská hudba“ nebo „irská lidová hudba“. Teprve od 60. let minulého století označují hudební publicisté a vydavatelé tímto termínem vše od bretonského barda Alana Stivella a irských The Dubliners až po Afro Celt Sound System nebo Sinéad O'Connor. O původní hudbě starých Keltů, která paradoxně s „keltskou“ hudbou souvisí jen okrajově, nevíme však téměř nic. Specifické kulturní a sociální podmínky v Irsku přitom dokázaly zachovat typickou tvář, vyznění a aspekty irské hudby i přes silný vliv 20. a 21. století. Díky masivní emigraci Irů do různých končin světa v minulosti měla irská hudba velký vliv i na formování jiných žánrů. Výrazně ovlivnila například vznik a výraz americké country hudby. V současné době jsou její tradiční prvky nezřídka zakomponované i do moderní rockové hudby, a to jak domácími umělci, tak i zahraničními.
Irská moderní i tradiční hudba si získala v posledních desetiletích velkou popularitu. Kromě tradičního provedení byly nejúspěšnějšími transformacemi rocková, populární a instrumentální forma. Mezi nejznámější současné představitele můžeme zmínit Clannad, The Corrs, Nadine Coyle (ze skupiny Girls Aloud), The Cranberries, Enya, Bob Geldof a The Boomtown Rats, Phil Lynott a Thin Lizzy, Gary Moore, Van Morrison, One Direction, Sinéad O'Connor, Snow Patrol, Therapy?, Two Door Cinema Club, U2, Westlife.
Nesporný přínos k popularizaci tradiční irské hudby a tance má Michael Flatley, který je prostřednictvím megashow Riverdance (hudbu zkomponoval Bill Whelan) nebo Lord of the Dance (s hudbou Ronana Hardiman) přenesl z pubů na velkokapacitní stadiony a arény po celém světě.

## Moderní interpretace
Raná irská poezie a písničky prošly i do současných moderních verzí díky básníkům, sběratelům písní a hudebníkům. Lingvistka Mary Elizabeth Byrne v roce 1905 přeložila do angličtiny hymnus Rop tu mo baile od Dallan Forgailla ze 6. století. Je známý pod názvem Be Thou My Vision.
The Blackbird of Belfast Lough (Staroir. Int én bec; An t-éan beag) byl přeložen hned několika básníky. Mezi známé nahrávky irské hudby patří i Pádraigín Ní Uallacháin's (Songs of the Scribe) a různá hudební alba vokálního sboru Anuna.

## Tradiční provedení

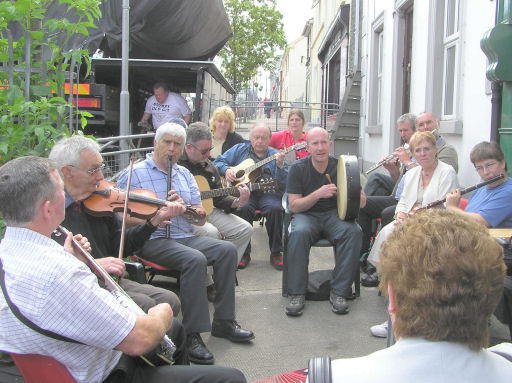
Tradiční hudební seance, v irštině známá jako seisiún

Tradiční irská hudba obsahuje několik druhů skladeb a písní, včetně hospodských, balad či žalozpěvů, zpívaných s hudebním doprovodem nebo bez. Tradiční taneční hudba se dělí na tzv. reels (4/4 takt), Hornpipes – lidové tance (tzv. námořnické) a jigs (6/8 takt). Setové tance pravděpodobně přišly v osmnáctém století. Polka byla šířena v 19. století tanečními mistry a vojáky, vracejícími se z Evropy. Pozdější taneční vliv je ve znamení mazurky a skotských „horalských“ tanců a hudby. V 19. století patřily mezi tradiční nástroje flétna, housle a dudy.
Oživení irské tradiční hudby nastalo na přelomu 20. století, kdy se běžnými staly akordeon a koncertina. Irský step byl předváděn na tzv. Céilidh, organizovaných soutěžích prováděných v některých významnějších venkovských domech, kde byli vítáni místní i potulní hudebníci. Irský tanec byl podporován školským systémem a vlasteneckým organizacemi. Staroirský styl zpěvu (sean-nós) je formou tradičního irského zpěvu, který se stále udržuje zejména v poetických písních zpívaných téměř výhradně irsky, ale jeho prvky lze spatřovat také v modernějších písních současných interpretů.
Mezi lety 1820 až 1920 emigrovalo do Spojených států zhruba 4,4 milionu Irů. Tím byly položeny základy pro dlouhodobý a výrazný vliv irské hudby nejen v oblastech s většinovou irskou komunitou, ale i mimo ni.
Stále více interpretů a skupin hrálo irskou hudbu, případně se irské prvky začaly výrazně objevovat v jejich tvorbě. Mezi tradiční irské nástroje se dnes řadí bodhrán, píšťalka, příčná flétna, housle, kytara a diatonický akordeon nebo koncertina. Často se používá i harfa, banjo, bouzouki, mandolína a někdy i ústní harmonika a moderní příčná flétna.
Počet hráčů kolísá mezi 2-6, zřídkakdy je jich více. Je to dáno zejména „hospodským“ stylem této hudby, kam se velký počet hráčů nebo orchestr nevejde. I výběr nástrojů je takový, aby byly snadno přenosné.

## Klasická hudba v Irsku

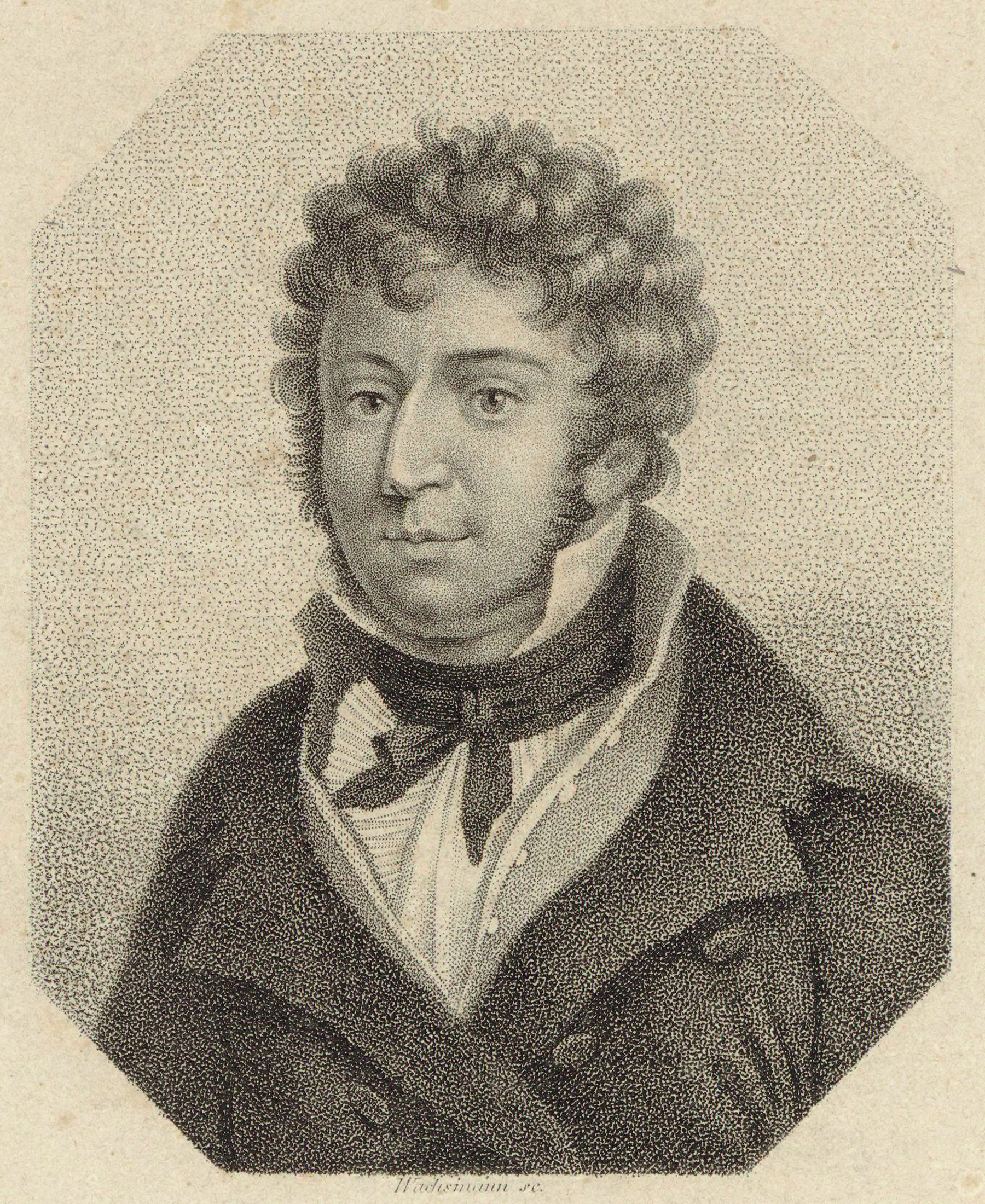
John Field, jeden z nejvýznamnějších skladatelů klasické hudby Irska

V osmnáctém století vznikla celá řada hudebních klubů, zejména v Dublinu. V roce 1742 tam přišel G. F. Handel, aby dohlížel na první představení svého oratoria.
Velmi populárními uměleckými hvězdami v Irsku se díky jejich opernímu a koncertnímu umění staly po roce 1762 rodiny Passeriniů a Damiciů.
Mezi nejvýznamnější irské skladatele lze zařadit Johna Stevensona (1761–1833) nebo Johna Fielda (1782–1837), který tvořil v raných dobách romantismu a je uváděn jako tvůrce nokturnového stylu, rozvinutého později Frédéricem Chopinem. Jmenovat můžeme i skladatele jako Michael W. Balfe, který má na kontě 38 oper nebo též Williama Vincenta Wallacea se šesti operami.
Michele Esposito je postava klíčového významu v historii irské hudby na přelomu 19.–20. století. Do Irska přijel v roce 1882 a setrval zde šestačtyřicet let. Stal se hlavním klavírním profesorem Královské Irské hudební akademie, přičemž zkomponoval celou řadu děl a vychoval dvě generace hudebníků.

## Sborová hudba

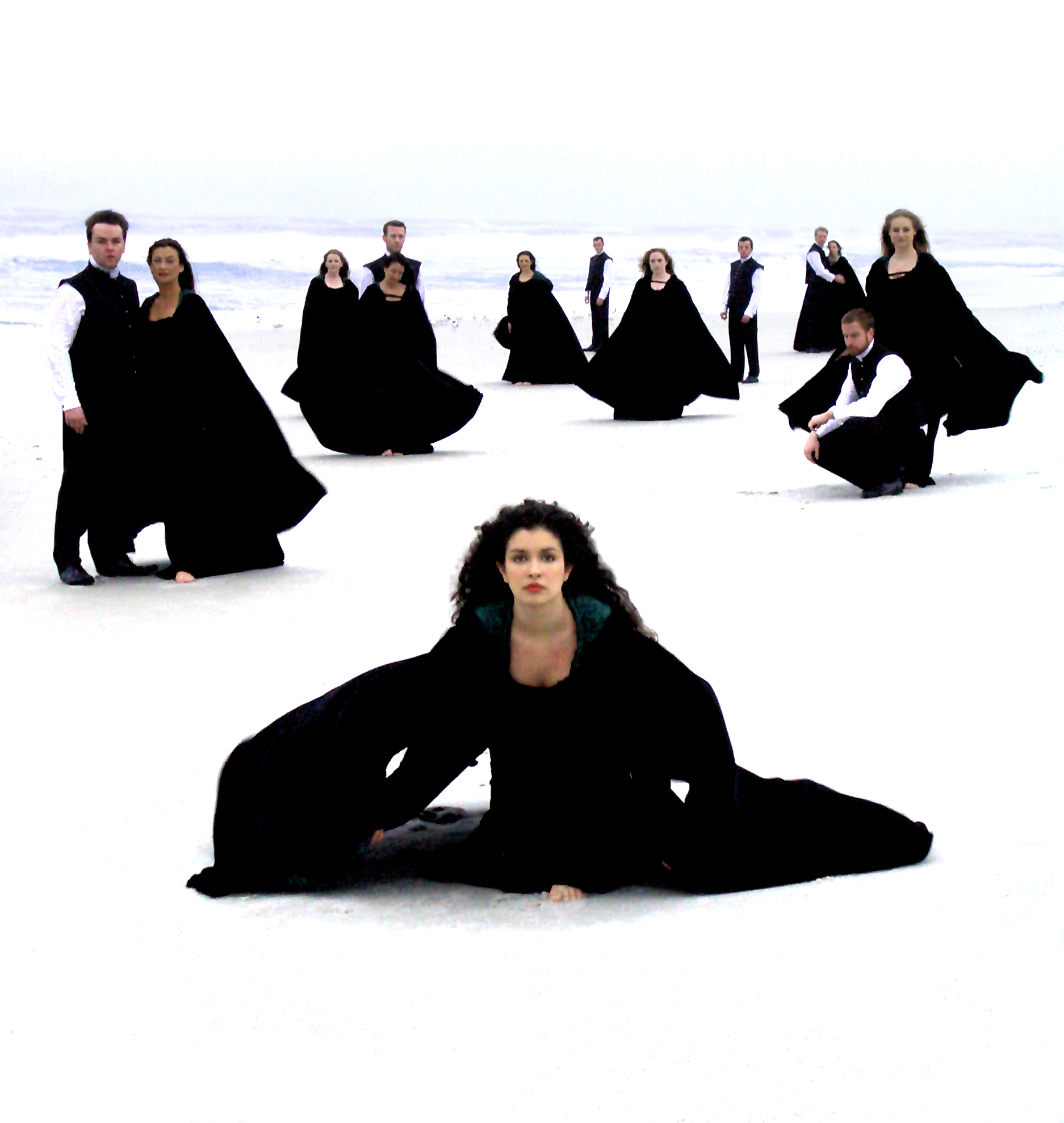
Anuna

Sborovou hudbu v Irsku hraje a zpívá Anuna, Irský národní sbor, známý také z účasti na v Riverdance na počátku 90. let. Anuna byla nominována na ocenění Classical Brit Award ve Spojeném království a pozvána jako první interpret z Irska na koncertní festival BBC Proms v Royal Albert Hall v roce 1999. V roce 2012 sbor Anuna vytvořil hlasy pekla ve počítačové hře Diablo III.
Irský Národní komorní sbor, vedený Paulem Hillierem, je převážně financován Radou pro umění Irska (An Chomhairle Ealaíon).
Resurgam je profesionální sborová skupina, jejíž vliv pomohl zpopularizovat vokální hudbu i mimo oblast opery nebo současné populární hudby. Mezi špičku v kvalitě a profesionalitě chrámových sborů se řadí zejména The Palestrina Choir, kostelní sbor z Chrámu svaté Marie (Leas-Ardeaglais Naomh Muire) z Dublinu.
V roce 1980 Shaun Davey vydal album The Brendan Voyage, který je směsí klasické orchestrální a tradiční irské hudby. Úspěch alba podnítil vydání dalších podobných, v roce 1983 album The Pilgrim a později Granuaile a The Relief of Derry Symphony.

## Populární hudba

Enya zakomponovala tradiční irské prvky do New Age stylu a vytvořila velmi populární a celosvětově známé kompozice

### Raní interpreti populární hudby
Umělci populární hudby se začali objevovat již na konci 40. let 20. století.
Delia Murphy ve spolupráci s nahrávací společností HMV zpopularizovala irské lidové písně spolu s jinou zpěvačkou, Margaret Barry. Bridie Gallagher se stala v roce 1956 první irskou mezinárodní pop star.

Zpěvák Ruby Murray, narozený v Belfastu, dosáhl úspěchu ve Spojeném království v polovině 50. let. Mužská formace The Bachelors z Dublinu měla hity po celé Evropě, Spojených státech, Austrálii i Rusku. Sopranistka a harfenistka Mary O'Hara byla úspěšná na obou stranách Atlantiku na konci 50. a začátkem 60. let.

### Živé kapely v Irsku
Zhruba dvě dekády od poloviny 50. let tvořily irské živé kapely velkou část populární hudby, zvláště ve venkovských oblastech. Hrály obvykle v tanečních sálech a tyto „dixieland“ taneční kapely zpravidla netvořilo více než sedm hudebníků. Standardním repertoárem těchto kapel byly populární taneční kousky a coververze populárních hitů napříč více styly, od rock and rollu, přes country a western až po jazz.
Klíčové pro tyto kapely bylo zvládnutí a hra posledních hitovek v žebříčcích hitparád.
Někdy hrály i irskou tradiční, případně i Ceilidh hudbu a jen málo z nich tvořilo vlastní skladby.

### Country a Irish
Se vzestupem popularity americké country hudby vznikl další subžánr, v Irsku známý jako Irské country. Byl vytvořen na základě country hudby a vlivem irské hudby do ní byly včleněny prvky irského folku. Výsledkem byly často tradiční irské písně zpívané v country stylu. Obzvláště populární byly na venkově, severozápadě země a také mezi irskými emigranty ve Spojeném království. Prvními známějšími interprety tohoto žánru byli kolem roku 1960 Big Tom and The Mainliners spolu s Philomenou Begleyovou a zpěvačkou Margo, později označovanou za „královnu irského country“. Současným najznámenjším interpretem je Daniel O'Donnell, který je známý i v UK a Austrálii.

### Fúze
Tradiční irská hudba si udržela významné místo i v populární hudbě ke konci 20. století. Typickými představiteli moderních verzí tradičního zvuku byli (resp. stále jsou) Clannad, Van Morrison, Hothouse Flowers a Sinéad O'Connor. Enya dosáhla mezinárodního úspěchu s jedinečnou fúzí keltského a New Age žánru. Formace Afro-Celt Sound System zaznamenala úspěchy s přidáním západoafrického dopadu a drum 'n' bass v 90. letech 20. století. Kila se zhruba ve stejném období prosadila spojením tradiční irské hudby s rockem a world music (hudba sklížená z různých etnických zdrojů po celém světě) a prezentací irských tradic na světových festivalech po Evropě a Americe. Jedinečné a úspěšné spojení irských motivů a heavy rocku se podařilo formaci Horslips.
Riverdance byl intervalem (vyplnění přestávky v programu) na pěvecké soutěži Eurovision Song Contest v roce 1994, který spojil keltský sborový zpěv s tradiční irskou hudbou, tancem a stepem. Účinkovali v něm vokální sbor Anuna a tanečníci Michael Flatley a Jean Butlerová. Odezva na toto dílo byla tak obrovská, že na jejím základě vznikla kompletní revue.

### Pop / Rock
V 60. letech 20. století nastal boom vzniku rockových kapel, z nichž můžeme jmenovat: Them, Van Morrison, Emmet Spiceland, Eire Apparent, Skid Row, Taste, Rory Gallagher, Dr. Strangely Strange, Thin Lizzy, Gary Moore, Mellow Candle.

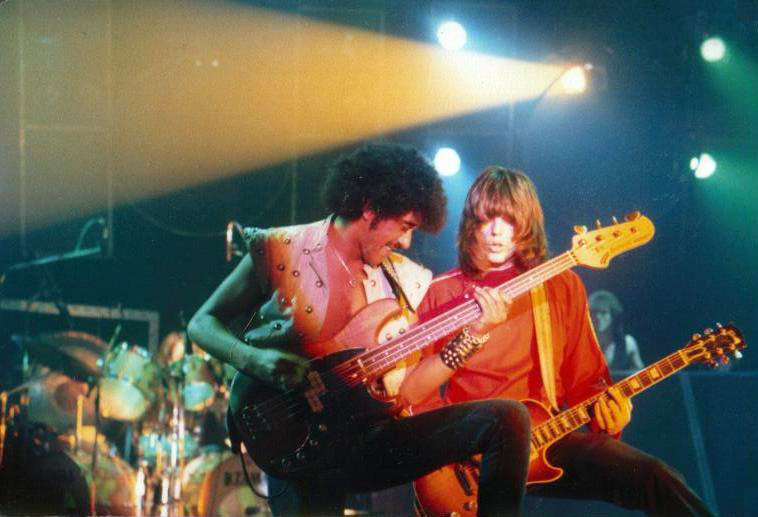
Thin Lizzy in concert, 1981

Dana Rosemary Scallon (Dana) v roce 1970 vítězstvím v Eurovizi přitáhla pozornost k irské hudbě a irským umělcům. Stala se známou v U. K. a dosáhla výrazných úspěchů i v Evropě. Gilbert O'Sullivan se dostal na vrcholy hitparád v roce 1972 hned s několika hity a spolu s formací The Nolans si získal mezinárodního uznání. Chris de Burgh prorazil s hitem Lady in Red v roce 1986, který byl populární i v Československu.
V 70. letech se začaly formovat punk-rockové kapely a z tohoto období vzešly formace jako U2, Virgin Prunes, The Boomtown Rats, The Undertones, Aslan, Gavin Friday či Stiff Little Fingers. Koncem 80. a začátkem 90. let se punková scéna začala dělit do nových forem alternativního rocku, do kterého můžeme zařadit That Petrol Emotion, My Bloody Valentine nebo Ash. Skupina The Pogues spojila punk s tradiční irskou hudbou a frontman skupiny Shane MacGowan je považován za nejlepšího irského písničkáře, který kombinuje tradiční styl s novým.
V 90. letech spatřily světlo světa skupiny jako the Corrs, B*Witched, Boyzone, Westlife či The Cranberries. Ve stejné době se začal tvořit subžánr folkového metalu, známý jako keltský metal. Jeho představiteli byly kapely jako Cruachan, Primordial, GEAS a Waylander.
Mezi klasické představitele populární hudby irského původu spadají Paddy Casey, Jack L, Declan O'Rourke, Jerry Fish & The Mudbug Club, Phil Coulter, Dolores Keane, Damien Rice, Yasha Swag, Damien Dempsey, Eleanor McEvoy, Finbar Wright, Maura O'Connell, Frances Black, Sharon Shannon, Mary Black, The Frames, Stockton's Wing a Niall Horan z britsko-irské chlapecké skupiny One Direction.
Po roce 2000 vznikly kapely jako Snow Patrol, Villagers, The Coronas, Bell X1, kila, Julie Feeney, The Thrills, Gemma Hayes, The Script, Codes, The Blizzards, The Answer, The Cast of Cheers, Axis Of, Time Is A Thief a Kodaline.

## Pět nejprodávanějších irských interpretů současnosti
| Interpret          | Prodej        | Žánr                                  | Aktivní v letech                    | Poznámka    |
| ------------------ | ------------- | ------------------------------------- | ----------------------------------- | ----------- |
| 1. U2              | 170 + milionů | Rock                                  | 1976–současnost (37 let)            | [ 22 ]      |
| 2. Enya            | 80 + milionů  | Keltská hudba, New Age, Ethereal Wave | 1986–současnost (27 let)            | [ 23 ]      |
| 3. Van Morrison    | 55 + milionů  | Soul                                  | 1967–současnost (46 let)            | Stav k 2008 |
| 4. The Cranberries | 50 + milionů  | Rock                                  | 1990–2003, 2009–současnost (17 let) | [ 24 ]      |
| 5. Westlife        | 44 + milionů  | Pop                                   | 1998–2012 (14 let)                  | [ 25 ]      |